# Australothele nothofagi
Espèce
Australothele nothofagi est une espèce d'araignées mygalomorphes de la famille des Euagridae.

## Distribution
Cette espèce est endémique d'Australie. Elle se rencontre dans le Sud du Queensland et dans le Nord de la Nouvelle-Galles du Sud vers le parc national de Lamington.

## Description
La carapace du mâle holotype mesure 7,30 mm de long sur 6,25 mm et l'abdomen 7,00 mm de long sur 5,30 mm et la carapace de la femelle paratype mesure 5,75 mm de long sur 4,81 mm et l'abdomen 5,75 mm de long sur 4,68 mm.

## Publication originale
- Raven, 1984 : Systematics of the Australian curtain-web spiders (Ischnothelinae: Dipluridae: Chelicerata). Australian Journal of Zoology Supplementary Series, no 93, p. 1-102.